# Spigelia beyrichiana
Spigelia beyrichiana är en tvåhjärtbladig växtart som beskrevs av Adelbert von Chamisso och Schltdl.. Spigelia beyrichiana ingår i släktet Spigelia och familjen Loganiaceae. Inga underarter finns listade i Catalogue of Life.